# Laonice papillibranchiae
Laonice papillibranchiae är en ringmaskart som beskrevs av Ward 1981. Laonice papillibranchiae ingår i släktet Laonice och familjen Spionidae. Inga underarter finns listade i Catalogue of Life.